# أنقرة
أَنْقِرَةُ بكسر القاف وأَنْقَرَةُ بفتحها (بالتركية: انقره/Ankara) عاصمةُ تركيا، والثانية بعد كُبْرَى مدنها وهي إسطنبول. يبلغ عدد سكان مدينة أنقرة بضواحيها ما يقارب 5,864,049 شخص وفقا لإحصاء عام 2024 مـ. من الناحية الجغرافية تعتبر الأناضول قريبة من مركز تركيا، والأجزاء الشمالية من منطقة غرب البحر الأسود خارجه عنها، ويقع جزء كبير منها داخل منطقة وسط الأناضول. وهي الولاية الثالثة في المساحة من ناحية مساحة تركيا، ويحيط بها بولو، جنقرة، وقرق قلعة، وقرشهر، وآق سراي، وقونية وفي الأمام إسكي شهر.
تطورت أنقرة بسرعة كبيرة بعد إعلانها عاصمة تركيا في 23 أكتوبر 1923، وأصبحت في يومنا هذا المدينة الثانية في الازدحام. وفي بداية الجمهورية التركية اعتمد اقتصاد أنقرة على الزراعة وتربية الحيوان، ولا زالت نصف أراضي أنقرة إلى الآن تستخدم بهدف الزراعة. كما يعتمد النشاط الاقتصادي لأنقرة بنسبة كبيرة على التجارة والصناعة. أما الثقل الاقتصادي الذي كان يتحقق عن طريق الزراعة وتربية الحيوانات فهو في تناقص مستمر. وقد حفزت الاستثمارات التي في أنقرة وأطرافها سواء كانت في القطاع العام أو القطاع الخاص على هجرة عدد كبير من القوى العاملة إلى أنقرة من المحافظات الأخرى. وقد ازداد عدد السكان بشكل مضاعف منذ إعلان الجمهورية إلى يومنا هذا. ويمكن أن القول أنه من كل أربع أشخاص ثلاثة يعملون في قطاع الخدمات، كالتواصل والأخبار والخدمات، والأعمال التجارية المشابهة، وواحد من كل أربعة في الصناعة، وبنسبة 2 % في قطاع الزراعة. وقد تركز العمل الصناعي على وجه الخصوص في النسيج والمنتجات الغذائية والإنشاءات. أما في يومنا هذا فأغلب الاستثمارات في مجال الدفاع، والمعادن والمحركات. وتعد ولاية أنقرة صاحبة أكبر عدد جامعات في تركيا، بالإضافة إلى أن عدد الأشخاص الحاصلين على البكالوريوس فيها مضاعف. هذا المجتمع المتعلم والمُجِيد للتكنولوجيا يخلق قوة العمل اللازمة للاستثمار بشكل رئيسي. وتصل أنقرة بالإنحاء الأخرى من تركية السكك الحديد والطُرق السريعة والمطارات.
يعود تاريخ أنقرة إلى ما قبل عشرة آلاف عام تصل إلى العصر الحجري القديم عندما سكنها الإنسان البدائي الأول، وقد توالت عليها العديد من الحضارات فقد حكمها الحيثيون، والفريجيون، والليديون، والفرس، والغلاطيون، والرومانيون، والبيزنطيون، والسلاجقة، ثم الدولة العثمانية، وفي النهاية أصبحت ولاية ضمن الأراضي التركية. وقد اتخذ التكتوصاج أنقرة عاصمة لهم، كما كانت أنقرة ضمن حدود غورديوم التي اتخذها الفريج عاصمة لهم. وكانت تشوبوك (إحدى مراكز أنقرة) هي المنطقة التي هُزم فيها بيازيد الأول تيمورلنك في معركة أنقرة، وكذلك كانت أنقرة نقطة تحول في حرب الاستقلال في معركة سقاريا بالقرب من بولاتلي (القسم الغربي لأنقرة).
تعد أنقرة - التي يقع جزء كبير منها داخل منطقة وسط الأناضول باستثناء الأجزاء الشمالية من منطقة غرب البحر الأسود - صاحبة مناخ قاري. والمدن التي في خارج الولاية يتكون جزء كبير منها من هضاب تغطيها حقول الحبوب. وقذ اتخذت الإجراءات لحماية المناطق الطبيعية الجميلة المتنوعة في الولاية، ويتم تقديمها وتجهيزها بهدف الراحة والإستمتاع. وتعرف في مختلف أنحاء العالم الحيوانات التي تحمل اسم أنقرة كأرنب الأنجورا، وماعز الأنغورة، وقط الأنغورا التركي. كما يعرف أجاص أنقرة وزعفران أنقرة كأطعمة محلية، وكذلك حمامات المياه المعدنية في مختلف أنحاء تركيا.

## أصل التسمية

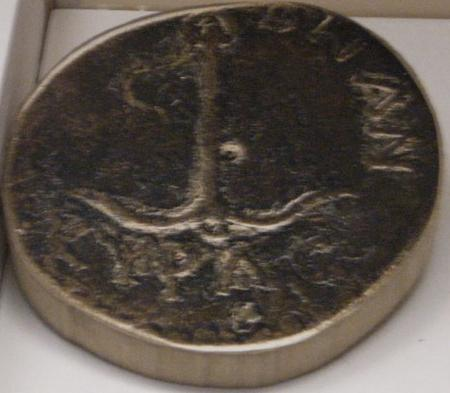
قطعة نقدية تُظهر أسطورة المراسي التي عرفت بها أنقرة سُكَّت في عهد جاليانوس من الأباطرة الرومان.

كانت أنقرة تُسمّى أنكورية وأنكور وأنكورار في مصادر عربية وخاصة تاريخ الحروب الصليبية. وقد ذُكرت باسم «أنقرة» في قول امرئ القيس «ربّ طعنة مُثْعَنْجِرة، وخطبة مُسْحَنْفِرة، تبقى غداً بأنقرة»، وذكرها الشاعر أبو تمام في قصيدةٍ «جرى لها الفأل برحا بأنقرة إذ غُودرت وحشة الساحات والرحب».
أنقرة في لغة الفريج وكذلك اللغة اليونانية القديمة هي Ἄγκυρα وتنطق «أنقِرة» وتعنى «مرساة السفينة» وتقول بعض الأساطير القديمة أنها المكان الذي كان ميداس ملك فريجيا قد وجد فيه مرساة سفينة. وقد ذكر أن الاسكندر المقدوني قد مر من أنكورا في سفره تجاه الشرق عام 333 (ق.م). كما يوجد اليوم في متحف الأناضول الذي في أنقرة نقود قديمة تعود للقرن الثاني الميلادي قد صك عليها صورة مرساة السفينة.
وبينما كانت أنقرة تعرف ب Ἄγκυρα لدى الفريج وغلاطية وروما القديمة، إلا أنه كان يتم ذكرها كأنقريا وأنجريا في مصادر الألفبائية اللاتينية مع العالم الغربي. وقد تغير اسم أنقرة بعد مجيء الأتراك إلى الأناضول فذكر كأنغوريا وأنغورو. وذكر في الغرب كأنجورا. وفي الأوراق الرسمية المختلفة التي تعود إلى القرن 16 الخاصة بالدولة العثمانية استخدم اسم أنقرة.
وقد طلبت الجمهورية التركية في 28 مارس 1930 رسميا من الدول الأجنبية استخدام أسماء المدن باللغة التركية. ومن هذا التاريخ عنونت كأنغورا في مكتب البريد ولم تنقل في الكتابات إلى أنقرة. وهكذا تحول اسم أنقرة إلى اسم عالمي.

## التاريخ
تعود أقدم الأثار التي اكتشفت في أنقرة إلى العصر الحجري القديم. هذه الأثار المتنوعة رصدت في جافور كالا، وأرغازي، ولدوم لو، ومال تابا. وقد رصد استقرار الإنسان في مدينة بولاطالي في عام 3000 قبل الميلاد.

### الحيثيون، الفريج، الليديون، الأخمينيون، غلاطية، الرومانين

رمز حضارة الحيثين

كان الحيثيون من الهنود الأوربيون (1660-1190 قبل الميلاد) الذي دخلوا الأناضول عن طريق المضايق. ولا يعرف على وجه التحديد تاريخ هجرة الحيثيين إلى الأناضول. وتوجد آثار تعود إلى فترة الحيثيون في أنقرة وأجوارها في المناطق التي استقر في الحيثيون. وهذه الآثار عبارة عن جثوات توجد في باليق حصار، وباليك أويومجو، وبتيك، وقارا أوغلان، وغافور قالا، وكلهويك. ويعتقد بأن الحيثيون انهاروا بشكل سياسي في نهاية الألفية الثانية قبل الميلاد وتركوا أماكنهم للفريج.

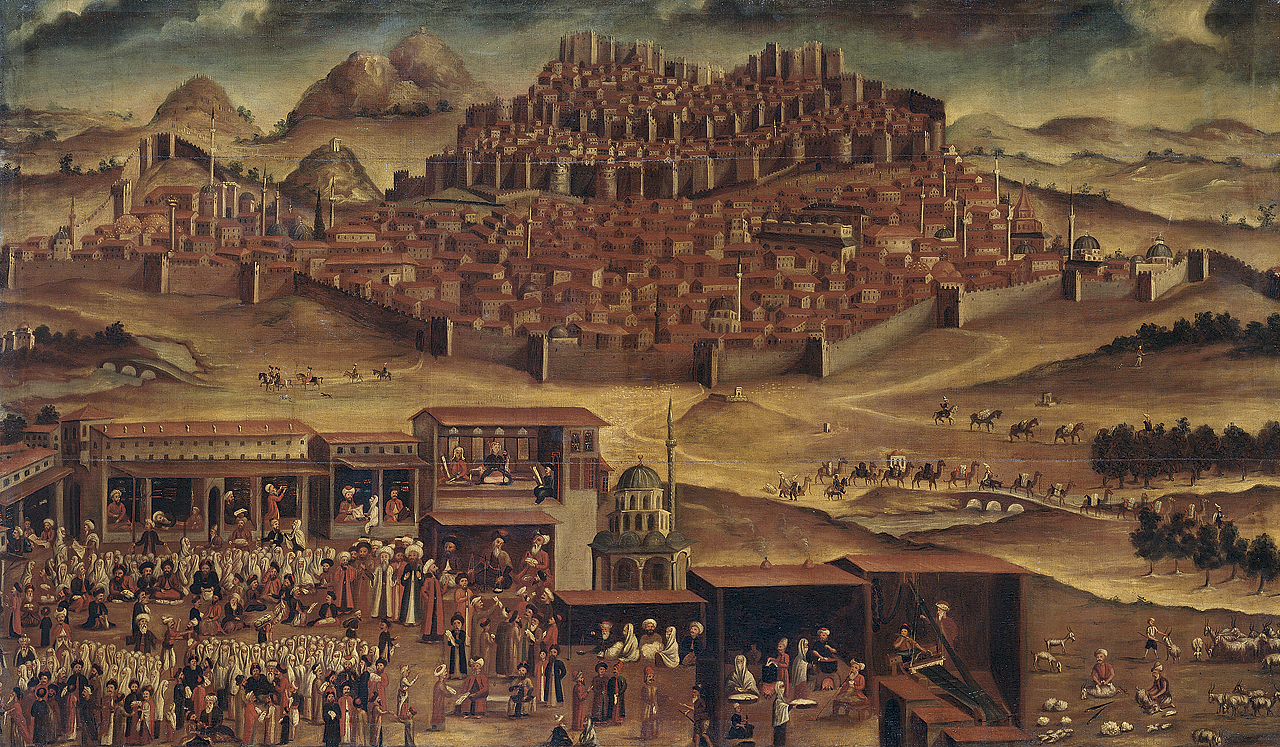
أنقرة في القرن الثامن عشر.

في أواخر الألفية الثانية قبل الميلاد كانت توجد في تلك المنطقة قرية تكبر بسرعة اسمها فريجيا. اختار ملك الحيثيون غورديوم كعاصمة له، وتوجد آثار تلك المدينة على بعد 29 كليو متر في الشمال الغربي لبولاطلي. وقد عاش فيها ميداس في ألمع عصور الفريجا في فترة (725-675) قبل الميلاد. ويعتقد بأن المكان الذي وجدت فيه جثوة يومورت أتابا والتي وجدت من بين الآثار التي تعود إلى عهد الفريج في أنقرة، كانت تمثل مركزا مهمًا في الإستقرار في العهد التي أسست فيه، كما أنها تقع في نقطة إستراتيجية مهمة. وفي المائة السابعة قبل الميلاد تم القضاء على الفريج من قبل الكيميريون القادمين من ناحية القوقاز.

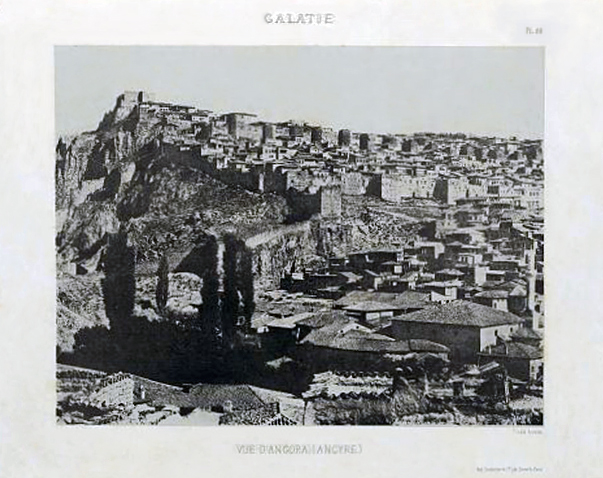
قلعة أنقرة عام 1872.

في نهاية العصر البرونزي أراد الليديون الذين ذهبوا إلى الأناضول مع الفريج واستقروا في جنوب الأناضول استغلال فرصة اختفاء الفريج وسيطروا على محافظة أنقرة (اليوم) وكذلك منطقة النهر الأحمر. وفي القرن السابع قبل الميلاد أصبحوا حكام الأناضول، واستمر حكمهم 140 سنة. وتم التوافق على أن الليديون هم من اخترعوا العملة المعدنية. وقد تطورت التجارة في عهد الليديون في أنقرة، وكذلك تقدم إنتاج الحبوب، وتربية الحيوان، وإنتاج زيت الزيتون، والنبيذ. وقد استفادت محافظة أنقرة التي توجد على الطريق الرئيسي لوسط الأناضول من هذا التطور. وقد دخل الليديون في حروب مع الفرس وامبراطورية المد، وفي عام 547 مُحيت دولة الليديون من التاريخ بعد هزيمتهم في حرب قنطرة النهر الأحمر من قبل جيرانهم الأخمينيون بقيادة كورش الكبير.
سيطر الفارسيون على الأناضول اعتبارا من عام 545 قبل الميلاد، وقضوا على ثقافة اليونان القديمة التي في الأناضول. وقد كتب هيرودوت أن الطريق الملكي الذي استخدمه جيش الإمبراطورية الفارسية، وكذلك استخدم في التجارة، والبريد في القرن الخامس قبل الميلاد كان يمر من أنقرة. وقد كان طريق الملك يبدأ في أفسس، ومن مدينة سردس إلى ليديا، ومن بعد ذلك غوردن، ويمر من أنقيرا والنهر الأحمر، إلى كليكا عن طريق كبادوكيا، ومن هناك يعبر نهري دجلة والفرات، ومن آشور يصل إلى مدينة شوشان.
في عام 334 قبل الميلاد سيطر الإسكندر الأكبر ملك مقدونيا القديمة على محافظة أنقرة من إمبراطورية الأخمينيون. وقد دخل إلى المناطق التي كانت تحت سيادة الحاطيين، والأخمينيون والليديون باستثناء الفريج والحيثيون. وفي القرن الثالث قبل الميلادي هاجر أقوام محاربون يسمون التكطوصاغ إلى الأناضول واتخذوا غلاطية عاصمة لهم. ويقول سترابو في عمله المشهور جيوغرافيكا أن قلعة أنقرة تم إنشاؤها من قبل التكطوصاغين. وبعد ذلك قام أغسطس أحد الأباطرة الرومان بإنشاء تحالف سياسي، ثم استولى عليها في 25 قبل الميلاد.
وفي عام 395 عندما انقسمت الإمبراطورية الرومانية إلى قسمين أصبحت أنقرة تابعه للإمبراطورية البيزنطية، إلا أنه مع وقت كانت محافظة أنقرة تنقطع عن حكم الإمبراطورية البيزنطية. وفي عام 654 سيطر المسلمون العرب على أنقرة لفترة قصيرة. وفي عهد المعتصم بالله في أعوام 833 و 842 سيطر العباسيون على أنقرة لفترة قصيرة بقيادة القائد التركي أفشين. وقد وقعت أنقرة تحت سيطرة البيزنطيين على لمدة عام. وكانت أنقرة تعود إلى حكم الإمبراطورية البيزنطية بعد كل انقطاع عنها.

### السلاجقة والدولة العثمانية
سيطر السلاجقة على أنقرة بعد معركة ملاذكرد في عام 1073. وبفضل جهود سلاطنة السلاجقة في التجارة العبارة (الترانزيت) أصبحت أنقرة مركزا لها في القرن الثاني عشر والثالث عشر. وقد ارتبطت أنقرة بالأهيين ومن بعدهم بفترة في عام 1304 حققوا استقلالا نسبيا وارتبطوا بالدولة العثمانية. وقد ارتبطت مدن الجنوب الغربي لأنقرة بالكرمايان، أما مدن الجنوب الشرقي فقد ارتبطت بإمارة قرمان. وفي عهد السلطان مراد الأول ارتبطت أنقرة كليا بالدولة العثمانية. وفي عام 1402 وقعت معركة أنقرة بين الدولة التيمورية بقيادة تيمورلنك والدولة العثمانية بقيادة بايزيد الأول. وقد خسر بايزيد الأول المعركة وأسره تيمورلنك، ودخلت الدولة العثمانية في مرحلة تعرف بعهد الفترة وبسبب هذه الأزمة أصبحت الدولة العثمانية في حالة فراغ في السلطة. وقد تهدم جزء كبير من أنقرة نتيجة للمعركة، وقد تم إصلاحها من جديد في عهد مراد الثاني الذي أنشأ اتحاد الأناضول من جديد. وفي عام 1841 بعد ازالة إيالة الأناضول وعند إنشاء الولايات أصبحت ولاية أنقرة. وقد ارتبطت أنقرة وتشروم ويوزغات وقيصري وقرشهر بهذه الولاية. وقد استمر وجود ولاية أنقرة حتى عام 1922.
وفي أواخر عهد العثمانين في عام 1917 وقع حريق أنقرة الكبير والذي استمر لمدة 3 أيام. وقد أدى هذا الحريق إلى احتراق ما يقرب من 1900 أسرة.

### حرب التحرير وفترة الجمهورية
كانت محافظة أنقرة إحدى المراكز المهمة في حرب الاستقلال التركية. وقد اختار مصطفى كمال أتاترك الذي ذهب إلى أنقرة في 27 ديسمبر 1919 محافظة أنقرة كمركز لحركة المقاومة في الأناضول واختارها مقرا للهيئة التمثيلية. وتقع أنقرة جغرافيا في وسط الأناضول. وترتبط أنقرة بإسطنبول عن طريق السكة الحديد. وكانت أنقرة قريبة من الحرب التركية اليونانية، وكان الدعم القومي على أشدّه من قبل الشعب. وبعد احتلال اسطنبول بيومين من قبل الإنجليز تم حل مجلس المبعوثان بشكل رسمي في 18 مارس 1920، وفي 23 إبريل 1920 تم إنشاء البرلمان التركي في أنقرة. وكانت محافظة أنقرة أكثر مكان شهد معارك في الحرب التركية اليونانية (1919–1922). وفي صيف عام 1920 تقدمت الوحدات اليونانية حتى سواحل نهر سقاريا بهدف الاستيلاء على أنقرة. إلا أنه في الفترة بين 23 أغسطس و 13 سبتمبر وقعت معركة سقاريا وأدت إلى تفرق الوحدات اليونانية. وقد أصبحت المعركة الشديدة التي وقعت بالقرب من بولاطلي نقطة تحول في حرب التحرير. وعندها قال مصطفى كمال مقولته المشهورة «ليس هناك خط دفاع، يوجد هناك دفاع سطحي، هذا الدفاع يشمل جميع الوطن». وبعد عدة أسابيع وقعت معاهدة أنقرة وأوقفت هذه المعاهدة الحرب الفرنسية التركية. ونتيجة لحرب التحرير أثبتت تركيا سيادتها على الأراضي التركية. وفي عام 1922 حدث مؤتمر لوزان وفي عام 1923 حدثت معاهدة لوزان وتم تسجيل الحدود التركية ونالت تركيا استقلالها. وفي 13 أكتوبر 1923 أعلن البرلمان التركي الذي انعقد في أنقرة أن أنقرة هي عاصمة تركيا.
تم إعلان مدينتي إسطنبول وإزمير من المدن الكبيرة نتيجة للمرسوم رقم 2972 في عام 1984. وأحكام القانون رقم 195 وتم توضيح المراكز والمدن الكبيرة والبلديات وفقا للقانون رقم 3030 الذي صدر في نفس العام. وفي البداية دخلت 5 مدن إلى حدود محافظة أنقرة وأصبحت تابعة لمبنى البلدية الخاص بها، وقد توسعت حدود بلدية المدينة الكبرى بموجب القانون رقم 5216  الصادر في عام 2004، في حدود دائرة نصف قطرها 50 كيلومتر، مع اعتبار مبنى المحافظة كمركز. وقد أصبح ال16 مركزاً (حياً) المتبقية داخل هذه الحدود، بلديات الحي للمدينة الكبرى. وكذلك أصبحت حدود بلدية المدينة الكبرى حدوداً محلية للمحافظة عقب الانتخابات البلدية التركية 2014 بموجب القانون رقم 6360 الصادر في عام 2012.

## جغرافيتها
يحد محافظة أنقرة من الشرق قيريق‌ قلعه ومن الشمال الشرقي جنقرة ومن الشمال الغربي بولو ومن الغرب أسكي شهر ومن الجنوب قونية ومن الجنوب الشرقي قرشهر وآق سراي.
يقع النهر الأحمر في شرق أنقرة بطول 1355 كليو متر في الأراضي التركية، أما نهر سقاريا فهو في غرب المدينة، وهما من مصادر المياه العذبة للمدينة. يمر نهر التشاي (تشاي أنقرة) أحد أفرع نهر سقاريا من مركز المدينة. ويوجد في جنوب المحافظة ثاني أكبر بحيرة في تركيا بمساحة 1300 كيلو متر مربع، وتبلغ نسبة الملوحة فيها 32,4% وتعتبر ثاني أكبر بحيرة مالحة في العالم. بالإضافة إلى وجود حوض مغلق في هذه البحيرة، ويعتبر هذا الحوض أكبر حوض مغلق في تركيا.
تعتبر 50% من مساحة المحافظة سهول، وتستخدم في الزراعة، أما الغابات والأراضي البور فتمثل 28% من المساحة، كما تمثل المروج والمراعي 12%، ثم الأراضي غير الزراعية تمثل 10% من مساحة المحافظة. كما أن أعلى نقطة في المحافظة هي الماداغ (جبل التفاحة)، كما أن أوسع سهل هو سهل بولاطلي بمساحة 3789 كيلو متر مربع، وتبلغ مساحة أكبر بحيرة حوالي 490 كيلو متر مربع، ويبلغ طول أطول نهر جاري 151 كيلو متر، وهو فرع نهر سقاريا الذي في المدينة. أما أكبر سد في المحافظة فتبلغ مساحته 83,8 كيلو متر مربع، وهو سد صاري يار. كما يوجد في المحافظة 14 بحيرة طبيعية، و136 بركة ري، و11 سد.

### المناخ
يعتبر مناخ جنوب ووسط أنقرة مناخ قاري، فشتائه بارد أمطاره ثلجيه أما الصيف فهو حار وجاف. وفي الشمال يعتبر مناخ أنقرة مناخ البحر الأسود، فهو معتدل وأمطاره خفيفه. وتوجد اختلافات مهمة في درجة الحرارة في الليل والنهار والصيف والشتاء في المناطق التي يسود فيها المناخ الأرضي. ويعتبر شهر يوليو أو شهر أغسطس أشد فصول السنة في درجات الحرارة. ووفقا لمعدل متوسط درجات الحرارة في المدينة فإن أعلى درجة حرارة في اليوم 27-31°. كما أن شهر يناير هو أشد شهور السنة في البرودة. وأقل درجة حرارة هي ما بين -6 -1 °. وأكثر شهور السنة في هطول الأمطار هو شهر ديسمبر أما أقلها فهو شهر يوليو أو شهر أغسطس. وتستقبل المدينة 415 مم من الأمطار سنوياً. وتتساقط معظمها في ديسمبر ويناير بواقع 48 مم لكلٍ منهما، على عكس أغسطس الأكثر جفافاً بمعدل لا يتجاوز 12 مم فقط. ويتغير متوسط هطول الأمطار السنوي الكلي بين قيزيل جهمام (مدينة في شمال محافظة أنقرة) بواقع 60 سم ويصل إلى 30 سم في شرفلكاوتش حصار (مدينة في جنوب محافظة أنقرة).
| البيانات المناخية لـانقرة(1960-2012)         | البيانات المناخية لـانقرة(1960-2012) | البيانات المناخية لـانقرة(1960-2012) | البيانات المناخية لـانقرة(1960-2012) | البيانات المناخية لـانقرة(1960-2012) | البيانات المناخية لـانقرة(1960-2012) | البيانات المناخية لـانقرة(1960-2012) | البيانات المناخية لـانقرة(1960-2012) | البيانات المناخية لـانقرة(1960-2012) | البيانات المناخية لـانقرة(1960-2012) | البيانات المناخية لـانقرة(1960-2012) | البيانات المناخية لـانقرة(1960-2012) | البيانات المناخية لـانقرة(1960-2012) | البيانات المناخية لـانقرة(1960-2012) |
| الشهر                                        | يناير                                | فبراير                               | مارس                                 | أبريل                                | مايو                                 | يونيو                                | يوليو                                | أغسطس                                | سبتمبر                               | أكتوبر                               | نوفمبر                               | ديسمبر                               | المعدل السنوي                        |
| -------------------------------------------- | ------------------------------------ | ------------------------------------ | ------------------------------------ | ------------------------------------ | ------------------------------------ | ------------------------------------ | ------------------------------------ | ------------------------------------ | ------------------------------------ | ------------------------------------ | ------------------------------------ | ------------------------------------ | ------------------------------------ |
| الدرجة القصوى °م (°ف)                        | 16.6 (61.9)                          | 19.9 (67.8)                          | 26.4 (79.5)                          | 30.6 (87.1)                          | 33.0 (91.4)                          | 37.0 (98.6)                          | 41.0 (105.8)                         | 40.4 (104.7)                         | 36.0 (96.8)                          | 32.2 (90.0)                          | 24.4 (75.9)                          | 19.8 (67.6)                          | 41.0 (105.8)                         |
| متوسط درجة الحرارة الكبرى °م (°ف)            | 4.3 (39.7)                           | 6.4 (43.5)                           | 11.7 (53.1)                          | 17.2 (63.0)                          | 22.2 (72.0)                          | 26.6 (79.9)                          | 30.2 (86.4)                          | 30.2 (86.4)                          | 26.0 (78.8)                          | 19.9 (67.8)                          | 12.8 (55.0)                          | 6.6 (43.9)                           | 17.8 (64.0)                          |
| متوسط درجة الحرارة الصغرى °م (°ف)            | −3.0 (26.6)                          | −2.2 (28.0)                          | 1.0 (33.8)                           | 5.7 (42.3)                           | 9.7 (49.5)                           | 13.0 (55.4)                          | 16.0 (60.8)                          | 16.0 (60.8)                          | 11.9 (53.4)                          | 7.4 (45.3)                           | 2.5 (36.5)                           | −0.6 (30.9)                          | 6.5 (43.7)                           |
| أدنى درجة حرارة °م (°ف)                      | −21.2 (−6.2)                         | −21.5 (−6.7)                         | −19.2 (−2.6)                         | −6.7 (19.9)                          | −1.6 (29.1)                          | 4.7 (40.5)                           | 6.8 (44.2)                           | 6.3 (43.3)                           | 2.5 (36.5)                           | −3.4 (25.9)                          | −10.5 (13.1)                         | −17.2 (1.0)                          | −21.5 (−6.7)                         |
| الهطول مم (إنش)                              | 41.8 (1.65)                          | 36.9 (1.45)                          | 38.7 (1.52)                          | 49.0 (1.93)                          | 51.2 (2.02)                          | 35.4 (1.39)                          | 14.5 (0.57)                          | 10.9 (0.43)                          | 18.5 (0.73)                          | 30.2 (1.19)                          | 33.9 (1.33)                          | 46.9 (1.85)                          | 407.9 (16.06)                        |
| متوسط أيام هطول الأمطار                      | 11.7                                 | 11.0                                 | 10.9                                 | 12.0                                 | 12.5                                 | 8.6                                  | 3.8                                  | 2.8                                  | 3.8                                  | 7.1                                  | 8.6                                  | 11.8                                 | 104.6                                |
| ساعات سطوع الشمس الشهرية                     | 77.5                                 | 98.9                                 | 161.2                                | 189.0                                | 260.4                                | 306.0                                | 350.3                                | 328.6                                | 276.0                                | 198.4                                | 132.0                                | 71.3                                 | 2٬449٫6                              |
| المصدر: Turkish State Meteorological Service |                                      |                                      |                                      |                                      |                                      |                                      |                                      |                                      |                                      |                                      |                                      |                                      |                                      |

### الزلازل
تنحصر أنقرة بين حزام جبلين. ويتم رصد صدوع في أنقرة. وتعتبر 30% من المناطق التي داخل حدود مدينة أنقرة مناطق زلازل من الدرجة الأولى والثانية. وأغلب الزلازل الصغيرة التي وقعت في أخر 100 عام في أنقرة تأتي من فالق شمال الأناضول والمناطق المجاورة له أو فالق قرشهر والبحيرة المالحة الواقع في شمال شرق العاصمة. وقد أدى زلزال بولو جارادا 1944 وزلزال قرشهر 1938 إلى وقوع أضرار في المدينة. وأخطر زلزال وقع في أنقرة كان بقوة 6,1 درجة، وهو زلزال بالا وقد وقع في 31 يوليو 2005.

### الجيولوجيا
يعتبر القسم الشمالي من أراضي أنقرة منطقة براكين. وصخورها من الأنديزيت والتراكيت (صخر بركاني)، وتعتبر صخور الشمال الشرقي من أنقرة من الجرانيت، أما الشمال الغربي فصخوره من الحجر الجيري والحجر الرملي. وقد تكونت مناطق الشمال والشمال الشرقي في الحقبة الوسطى (العصر الثاني)، ومنطقة نهر سقاريا في العصر الثالث، كما تكونت المناطق القريبة من بولطالي في عصر الإيوسين. وتعتبر منطقة العاصمة منطقة بركانية ذات مواد سطحية. وقد تكون جزء كبير من أنقرة من الحجر الجيري، ولهذا السبب أغلب أراضيها مغطاه بالجير. كما رصد تكون الطمي الصالح للزراعة على طول مجاري المياه. وبعض البنيات الجيولوجية تعود إلى فترة المستحاثة وتعطي معلومات حول المخلوقات الحية في تلك الفترة.
تعتبر تشكيلات النيوجين غنية من ناحية المستحاثة. وقد تم اكتشاف حفرية قرد في منطقة قيزلجهمام بالقرب من منطقة سناب. كما أن محيط منطقة بولاطلي التي في الجنوب الغربي غنية بالحفريات من ناحية الحجر الجيري. كما تم العثور على حفريات نباتات من العصر الباليوسيني.

### الغطاء النباتي
يوجد الغطاء النباتي في أنقرة في الغابة والسهب بسبب الظروف المناخية والبنية الطبوغرافية. وتعتبر الأشجار شبه غائبه في السهوب، ولا توجد باستمرار. ويوجد فقط أشجار النبق والصفصاف والحور على سواحل مجاري المياه. ويوجد في السهوب الشجيرات الشائكة والعشب على وجه العموم. وتعد الأعشاب الرئيسة في سهوب أنقرة هي العذم والقتاد وشعير الرمال الزاحف والحرمل الشائع والقندول وثمر العليق ونسرين واللاميون والزعتر والخطمية والبابونج الألماني والخشخاش المنثور وزهرة الحواشي والشويعرة المتدلية وشعير الرمال.
وفقا لبيانات 2012 فإن 15% من مساحة أنقرة مغطاه بالغابات، هذه الغابات 8% منها غابات مثمرة، بينما النسبة الباقية (7%) منها غابات تالفه. تعتبر الغابات موجودة بشكل رئيسي في المنحدرات الشمالية للجبال، كما أن هناك أيضا بساتين في وسط السهوب. وأغلب النباتات الموجودة في الغابات هي الصنوبر الأسود والعرعر كما يوجدالسنديان في بعض الأماكن. وتنتشر الغابات الصنوبرية باتجاه شمال أنقرة. وتوجد غابات الصنوبر البري في الأجزاء الشمالية. بالإضافة إلى وجود غابات الشوح وإن كانت بمقدار قليل في الأجزاء الشمالية المرتفعة القريبة من حدود محافظة بولو. وتوجد غابات الصنوبر البروتي في الأقسام المنخفضة في بعض المناطق في مدينة ناللي هان قبل الشتاء القارص. وتحتل الغابات أماكن أقل في الجنوب. وتوجد غابات الجنوب بصورة رئيسة في جبل العالم وبينام في مدينة بالا.
يوجد في أنقرة 1362 نوع نباتي بشكل طبيعي، منهم 268 نوع متوطن. وتوجد نباتات خاصة بأنقرة مثل الصاصل وزعفران أنقرة. وتعتبر النباتات الأكثر شيوعا على مستوى الأسر هي فصائل النجمية والبقولية والنجيلية والكرنبية والشفوية. وتوجد نباتات يرتبط اسمها بأنقرة كإجاص أنقرة، وزعفران أنقرة بالإضافة إلى قالجيك كارسي وهو نوع من الخمر (خمر المسكات) معروف خارج أنقرة.

## الإقتصاد

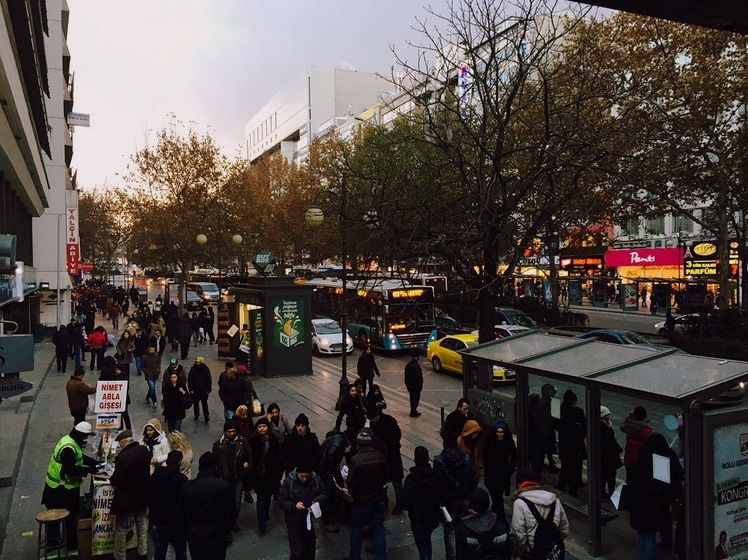
ميدان كيزيلاى أنقرة وقلب أتاترك شارع.

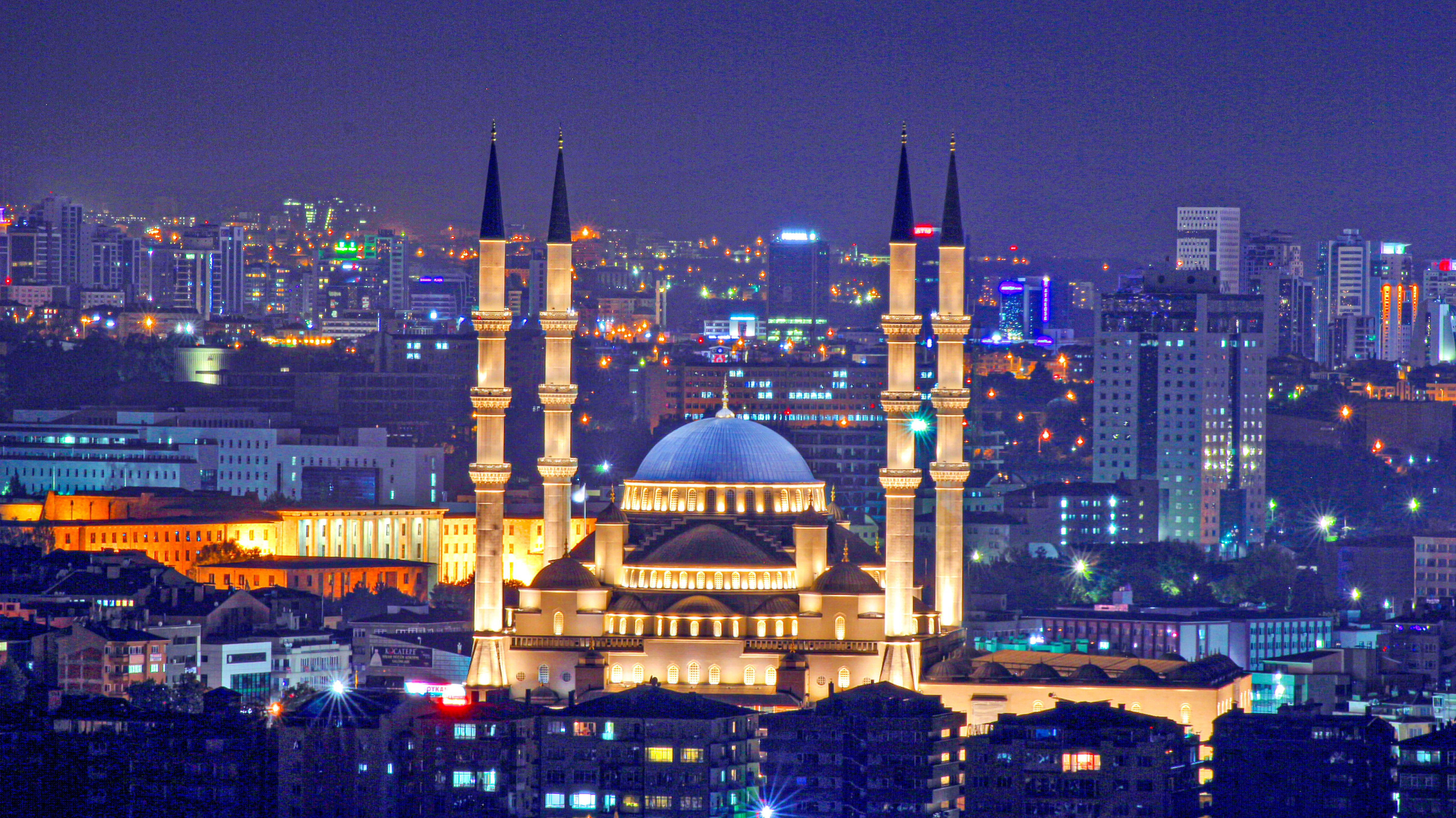
جامع خوجه تبه

يعمل ثلاثة أرباع سكان أنقرة في قطاع الخدمات، وهذا القطاع صاحب أكبر حصة في الناتج المحلي الإجمالي. وسبب تطور القطاع بهذا القدر هو عدم وجود صناعة كبيرة بما يكفي لتوفير فرص العمل للسكان المهاجرين.
تمتلك أنقرة 9% من مقاييس الدخل والإنتاج القومي لتركيا. وتبلغ عائدات الضرائب التي تأتي من أنقرة 12%، كما يتم جمع 12,3% من إيرادات الموازنة من أنقرة، وفي مقابل هذا فإن الحصة التي تحصل عليها المحافظة من الموازنة تبلغ 6,4% فقط. وفي عام 2006 ساهمت أنقرة ب16,5 مليار ليرة تركية من عائدات الضرائب للميزانية، وقد بلغ إجمالي إيرادات الميزانية 21,1 مليار ليرة تركية، أما ما حصلت عليه من الموازنة فقد بلغ 11,3 مليار ليرة تركية. واعتبارا من عام 2001 أصبحت أنقرة منبعا مهما للناتج المحلي الإجمالي فكان تمثل 45% في مجال التجارة، و23% في مجال النقل والاتصالات، و14% في خدمات الدولة.
ذكر تقرير برايس وتر هاووس كوبرز «أكبر المدن الاقتصادية في العالم وكيف سيتغير هذا في عام 2020» أن أنقرة كانت في المركز 94 في أكبر 100 مدينة اقتصادية في عام 2005، ووصلت إلى المركز 80 في عام 2008. ويعتقد بأن أنقرة ستصل إلى المركز 74 في عام 2020 بدخل قدره 115 مليار دولار أمريكي.
ووفقا لترتيب معهد بروكينغز وJP مورغان فقد حصلت أنقرة على المركز التاسع بعد شيامن من بين 300 مدينة نامية اقتصادية لعام 2014، وقد حصلت أنقرة على المركز 38 في العام الذي سبقه في نفس الترتيب، بالإضافة إلى دخول 3 مدن أخرى إلى الترتيب من تركيا وهم إزمير (2) وإسطنبول (3) وبورصة (4).

### الصناعة

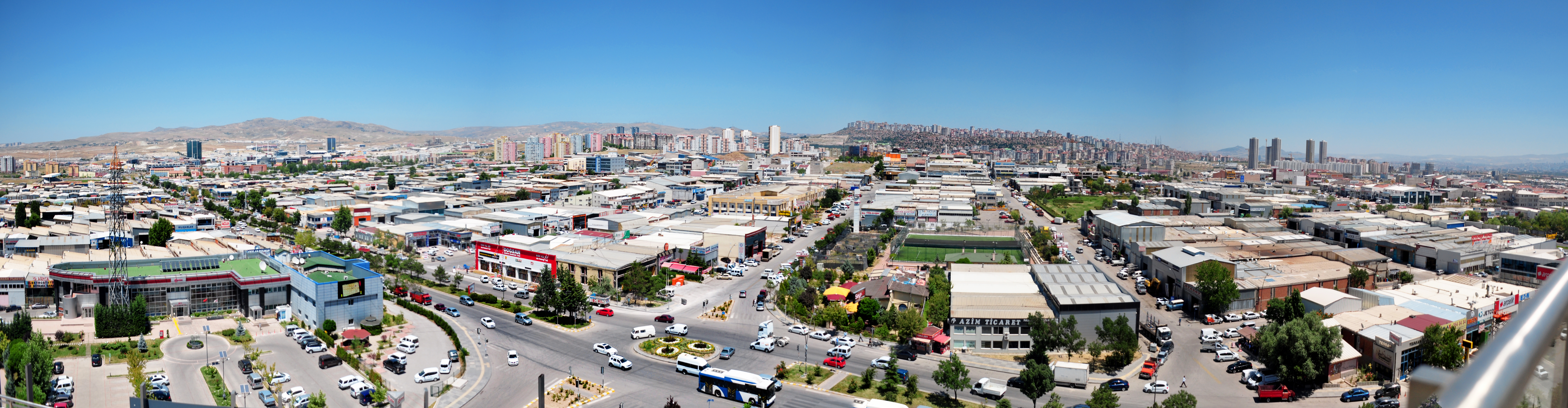
أنقرة المنطقة الصناعية المنظمة (OSTİM).

تبلغ حصة القيمة المضافة في القطاع الخاص في أنقرة أكثر من 85٪. وتتكون الصناعة في أنقرة بشكل عام من المشاريع الصغيرة والمتوسطة. وتستحوذ صناعة الدفاع والنقل على 40% من اجمالي الصناعات. وتأتي الصناعات الغذائية والنسيج في المرتبة الثانية، وأهم القطاعات من ناحية الإنتاج هي الغذاء (السكر- القمح- المكرونة- اللبن- الخمر)، والنقل (الآلات) (المركبات الزراعية- النقل- الجرارات) والحرب والاسمنت والمنسوجات (الأقمشة الصوفية- تريكو- الحقن) بالإضافة إلى المبيدات الزراعية والأثاث، وكذلك الحلويات والطباعة من الصناعات المهمة.
وتأتي أنقرة في مقدمة المدن التركية في قطاع صناعة الدفاع وقطاع البرمجة والإلكترونيات.
توجد في أنقرة حوالي 3500 شركة مسجلة في غرفة أنقرة الصناعية. وترتبط 48 شركة من أكبر 500 شركة في تركيا بالغرفة الصناعية لأنقرة، وتأتي أنقرة بعد إسطنبول، وتعد مركز الصناعة الثاني في تركيا.
يتحقق أكبر قسم من الإنتاج في أنقرة في مناطق سنجان وأك يورت، وتشوبوك وافديك القريبة من العاصمة، وكذلك مركز التجارة والصناعة في الشرق الأوسط. مركز التجارة والصناعة في الشرق الأوسط هو أكبر ميدان لإنتاج الصناعات الصغيرة والمتوسطة في تركيا.
أنقرة هي المحافظة الأكثر تنافسية وفقا لتحقيق تم من قبل مركز الاقتصاد والسياسة الخارجية في 2009. وحصلت أنقرة على الترتيب الأول في التنافس في المؤشرات الفرعية التي يتكون منها مؤشر رأس المال البشري، ومؤشر رأس المال الإبداعي والاجتماعي. وقد أدى ارتفاع عدد مدرسي الجامعات وبراءات الاختراع وغيرها من التطبيقات المشابهة وغيرها من العوامل، وبالأخص مؤشر رأس المال الإبداعي إلى جعل أنقرة في مقدمة المدن في تركيا.

### الزراعة والثروة الحيوانية والغابات
تستخدم 60% من مساحة أنقرة في الزراعة، وهذه النسبة أعلى بكثير من المتوسط في تركيا. وأهم إنتاجات الحقول الزراعية هي القمح والشعير والشمندر السكري. ومن الإنتاجات المهمة أيضا البطيخ والبطيخ الأحمر والجزر الشائع والإجاص والتفاح والكرز الحامض والعنب. ويتم زراعة القمح بنسبة 24% والشعير بنسبة 23% والنسبة الباقية فهي لمختلف الزراعات. ولكون بولاطلي ثاني أكبر «مخزن حبوب» في تركيا، فإن أنقرة صاحبة الأسهم الأكثر نشاطا في الحبوب.
تعتبر الحيوانات صاحبة الرأس الصغير هي الملائة لمراعي وارتفاع أنقرة. وتفقد المحافظة باستمرار أهميتها في الثروة الحيوانية التي كانت موجودة من قبل. ويتم تربية الغنم (القدم البيضاء والسوداء) والأبقار في المحافظة. كما أن تربية الدجاج مهمة بشكل كبير. ومن الحيوانات المعروفة أيضًا ماعز أنغورة والذي قل عدده عن عشر ما كان عليه في عام 1970، ويتم دفع مقابل مالي لتربيته بهدف حمايته من الانقراض.
تعد أنقرة فقيرة من ناحية وجود الغابات. ووفقا لبيانات 2012 فإن 15% من مساحة أنقرة مغطاه بالغابات، هذه الغابات 8% منها غابات مثمرة، بينما النسبة الباقية (7%) منها غابات تالفه. ومن الجدير بالذكر أن لا يوجد أي إنتاج من الغابات إلا في صناعة الأثاث والتنجيد والأعمال التي يستفاد بها من الأشجار.

### الطاقة
يتم إنتاج الطاقة من محطة تشايرهان للطاقة الحرارية بالفحم الحجري بقوة 634 ميغا وات، وكذلك محطة أسينبوغا للطاقة الحرارية بقوة 54 ميجا وات بالبترول. بالإضافة إلى إنتاج الطاقة الكهرومائية عن طريق سد صاري يار بقوة 160 ميجا وات، وسد هنفرلي بقوة 128 ميجا وات، وسد الكوبري المقطوع بقوة 76 ميجا وات.

### التعدين
أنقرة من المحافطات التي ترتفع فيها إمكانية التعدين في تركيا. ويوجد أهم نوع من الفحم البني في مدن ناليهان وبي بازاري. كما يتم استخراج الملح من محيط البحيرة المالحة. وتحتل البحيرة المالحة المركز الثاني في أكثر الأماكن استخراجا للملح في تركيا بعد ملاحة تشماطي التي في ازمير. كما يتطور إنتاج المياه المكربنة في قيزل جهامام وبي بازاري.

## السكان

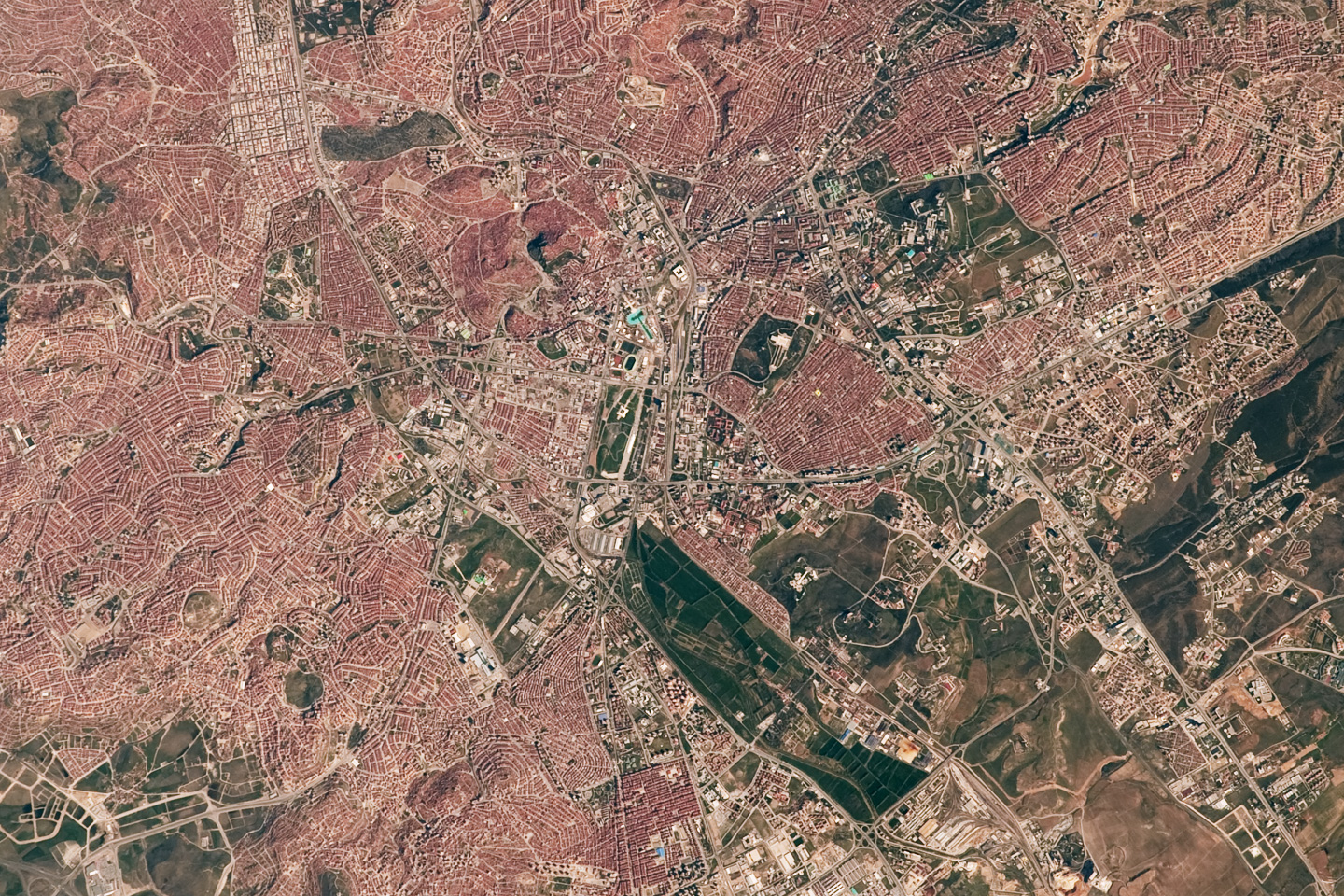
صورة لأنقرة تم التقاطها بالقمر صناعي من قبل البعثة 19 للفضاء في 11 ابريل 2009.

### المواصلات

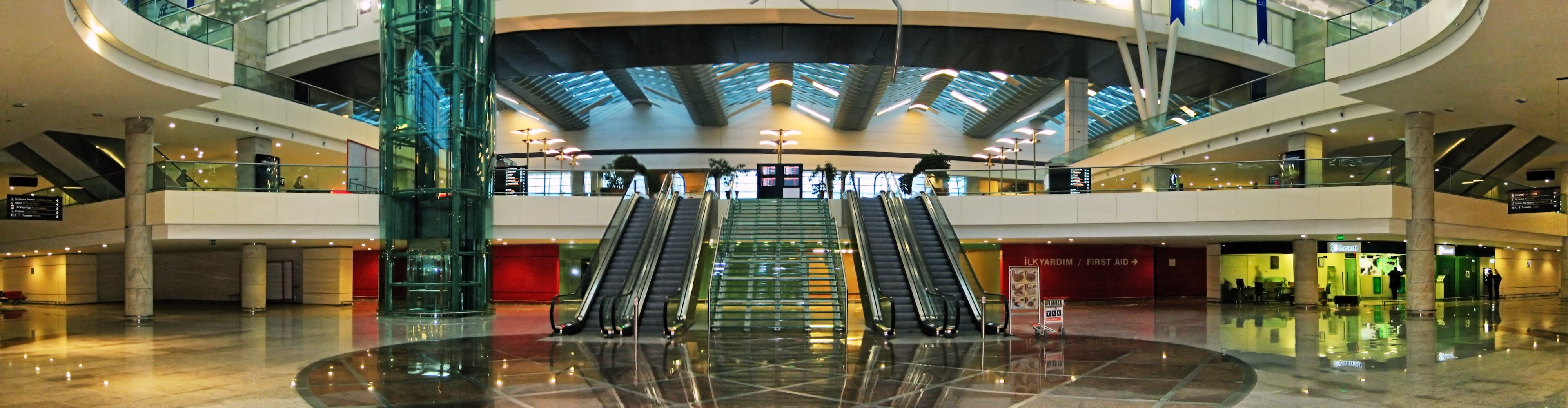
مطار اسين بوغا.

## معرض صور

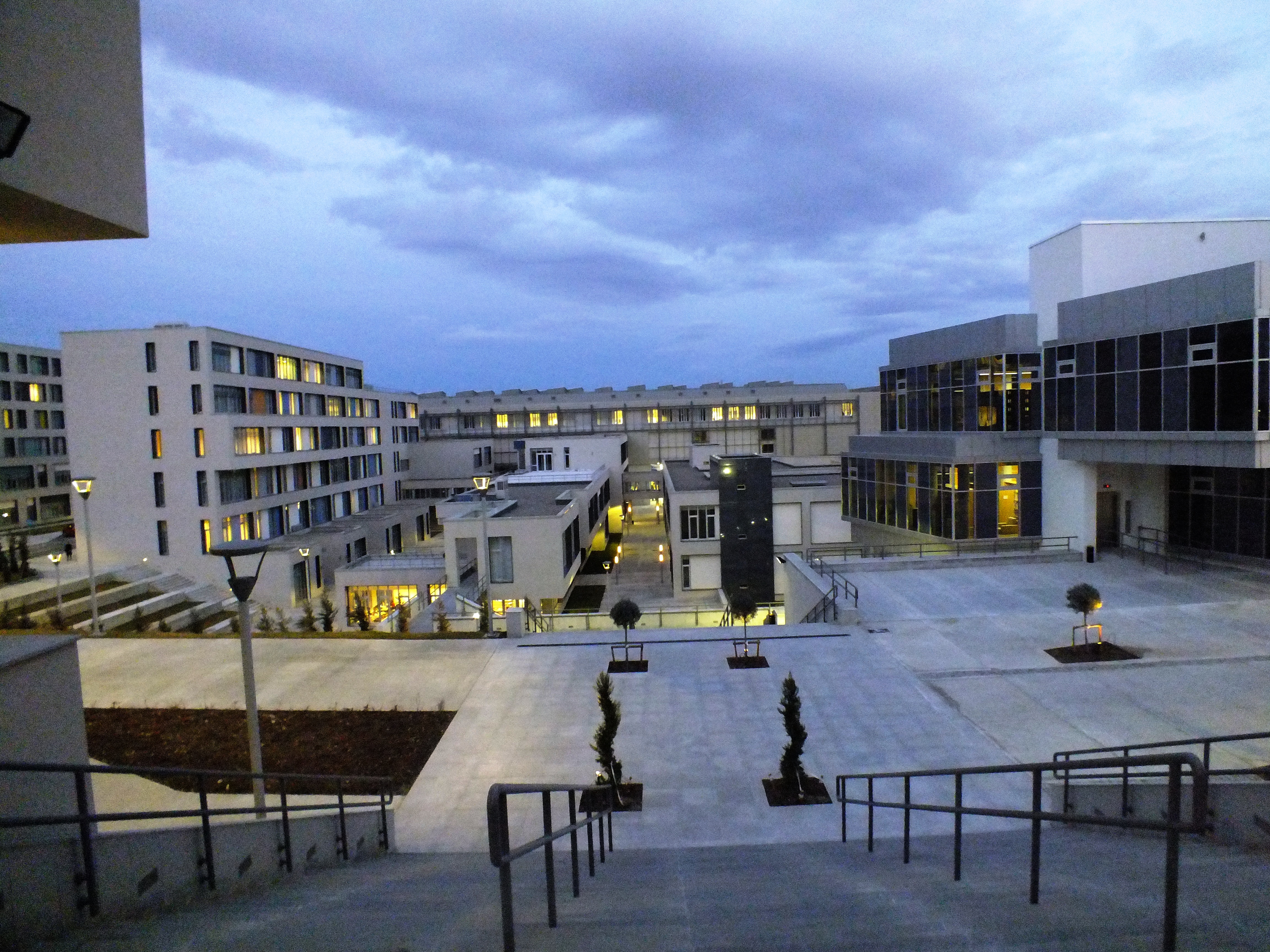
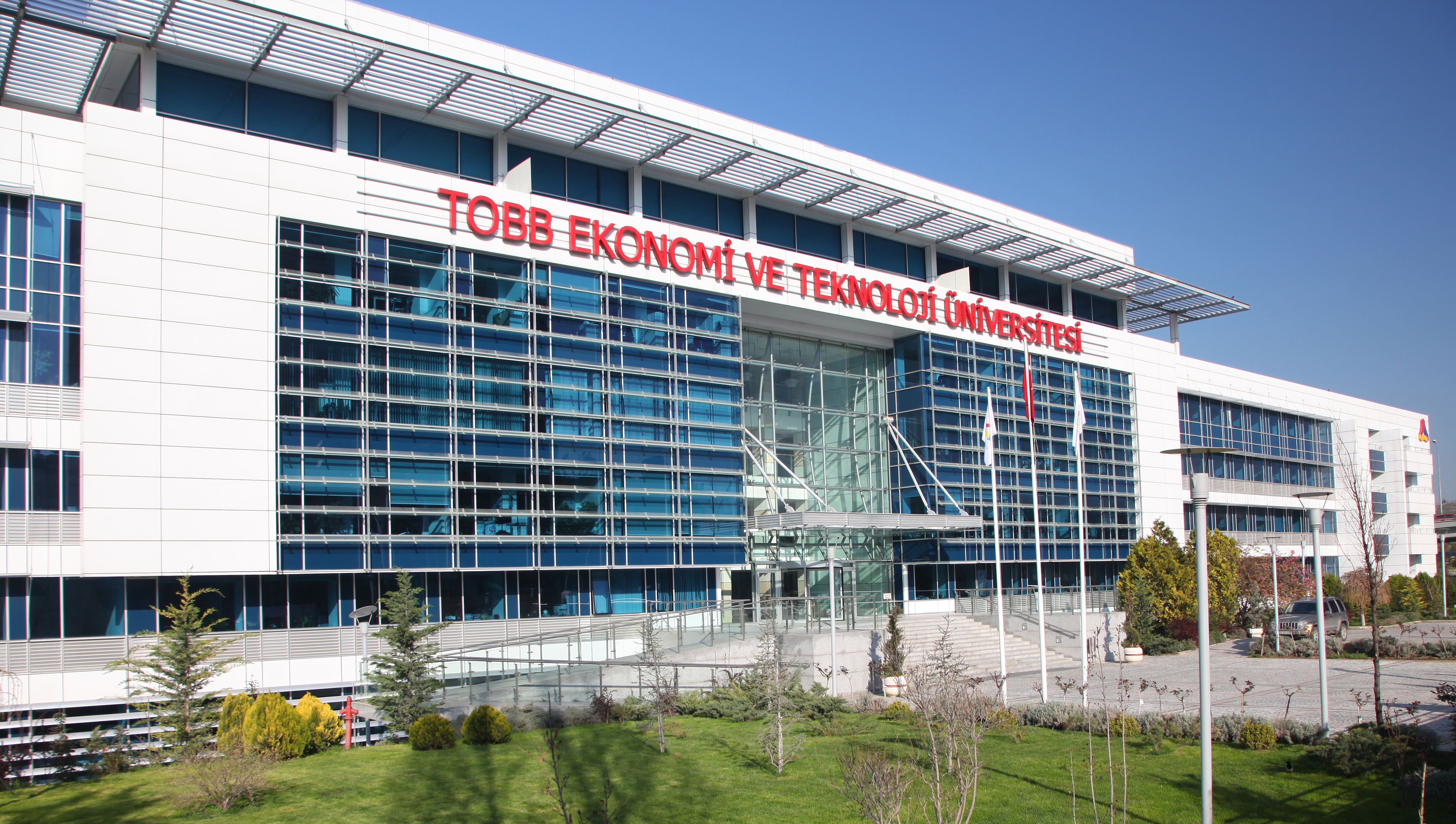
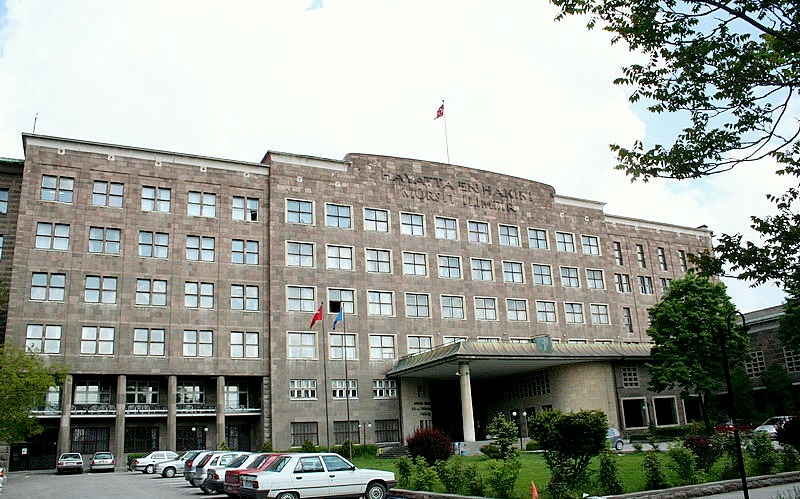
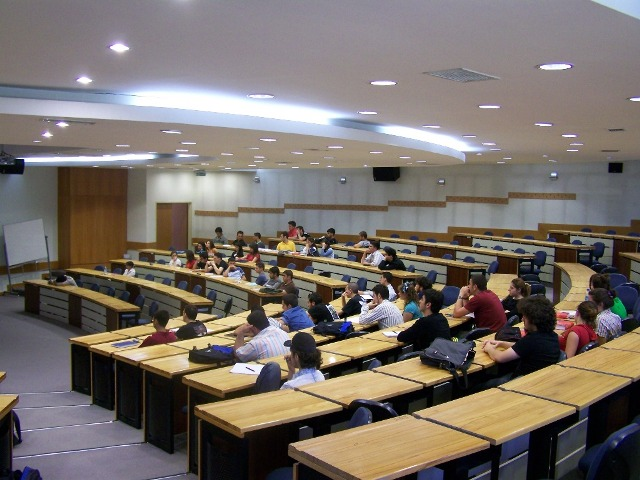
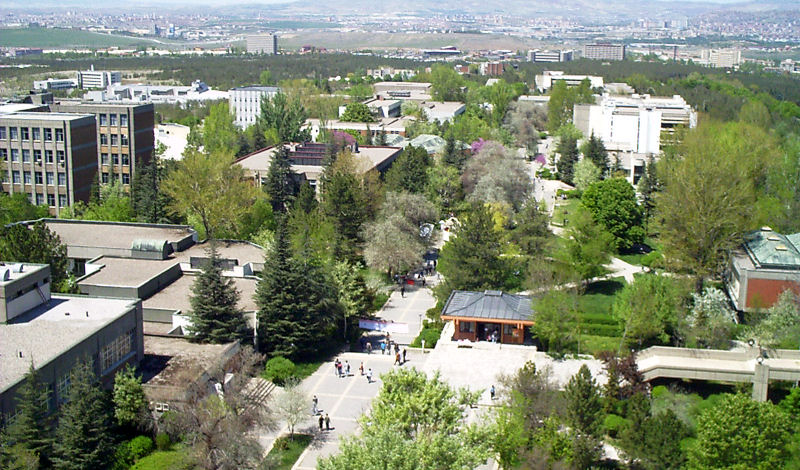